# Sroczka polska krótkodzioba

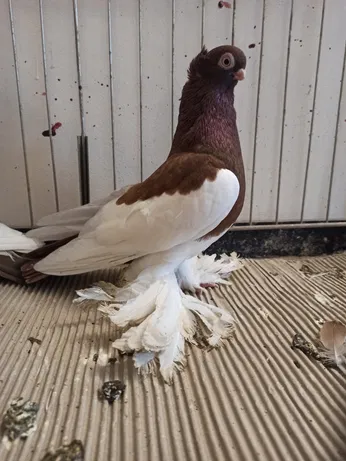
Sroczka polska krótkodzioba barwy czerwonej

Sroczka polska krótkodzioba – polska rasa gołębi pochodząca od gołębia skalnego (columba livia). Prace nad powstaniem sroczki polskiej rozpoczęły się w latach 20. XX w. na terenie centralnej Polski (Łódź, Warszawa, Kalisz, Zduńska Wola). Po II wojnie światowej włączyli się do nich hodowcy z Gdańska, Włocławka i Płocka. Prace zakończono pod koniec lat 70. XX w.
Sroczka polska krótkodzioba, jak nazwa wskazuje, jest gołębiem o rysunku sroczym, pięknej budowie, dumnej postawie, krótkim dziobie. Jest wywrotkiem, mało płochliwym i o łagodnym usposobieniu, dawniej wykonywały akrobacje w locie (przewrót w tył) podobnie jak wywrotki mazurskie. Sroczki polskie krótkodziobe mają małą, okrągła głowę o nieco wypukłym czole. Znane są gładkogłowe i koroniaste. Koronka powinna być bogata w pióra i zakończona rozetką. Oczy powinny być średniej wielkości, tęczówka perłowa. Ogromną wadą jest brak piór na nogach.
Sroczki polskie krótkodziobe znane są w barwach czerwonej, żółtej, czarnej i niebieskiej. Kolorowe pióra są na głowie, szyi, piersi, plecach i ogonie. U niebieskich występuje czarna wstęga na końcu ogona.